# لیروی، ساسکاچوان
لیروی، ساسکاچوان (به انگلیسی: Leroy, Saskatchewan) یک منطقهٔ مسکونی در کانادا است که در ساسکاچوان واقع شده‌است. لیروی ۱٫۰۶ کیلومتر مربع مساحت و ۴۲۷ نفر جمعیت دارد.